# Boulevard Pierre-Semard
Le boulevard Pierre-Semard (en occitan : baloard Pierre Semard) est une voie publique de Toulouse, chef-lieu de la région Occitanie, dans le Midi de la France. Il borde au sud le quartier Bonnefoy, dans le secteur 4 - Est.

## Situation et accès

### Voies rencontrées
Le boulevard Pierre-Semard rencontre les voies suivantes, d'ouest en est (« g » indique que la rue se situe à gauche, « d » à droite) :
1. Pont Pierre-Paul-Riquet (g)
2. Boulevard de Marengo (d)
3. Parvis Valéry-Giscard-d'Estaing (g)
4. Pont du 19-Mars-1962 (g)
5. Pont Matabiau (g)
6. Avenue de Lyon (d)

### Transports
Le boulevard Pierre-Semard est parcouru et desservi sur toute sa longueur par la ligne de bus 27. La station de métro la plus proche est la station Marengo – SNCF, sur la ligne .
Plusieurs stations de vélos en libre-service VélôToulouse se trouvent dans les rues voisines du boulevard Pierre-Semard : les stations no 61 (8 ter boulevard de Bonrepos), no 62 (71 allées Jean-Jaurès), no 94 (73 boulevard Pierre-Semard) et no 96 (50 rue du Général-Jean-Compans).

## Odonymie
Le nom du boulevard rend hommage à Pierre Semard (1887-1942), syndicaliste, secrétaire général de la Fédération des cheminots (CGT) et dirigeant du Parti communiste français. Il fut fusillé comme otage par les Allemands,. En 1864, lors de son aménagement, le boulevard avait reçu le nom de boulevard de la Gare, puisqu'il desservait directement la gare Matabiau, dont la halte avait été inaugurée en 1856 par la Compagnie des chemins de fer du Midi et les autorités municipales. Ce n'est que le 12 avril 1947 que la municipalité de Raymond Badiou, issue de la Résistance, choisit de donner le nom de l'ancien cheminot Pierre Semard à la partie du boulevard de la Gare comprise entre le pont Pierre-Paul-Riquet et le pont Matabiau.
Le 30 juin 2006, le parvis de la gare a été nommé espace Georges-Malgouyres (1919-1996). Georges Malgouyres, né à Castelferrus (Tarn-et-Garonne), fut mobilisé pendant la Seconde Guerre mondiale comme lieutenant dans le 2e régiment d'artillerie. Il entra ensuite comme commis à la gare Matabiau, puis rejoignit le maquis. Il participa le 19 août 1944 aux combats de la Libération de la gare de Toulouse en tant qu'officier des Francs-tireurs et partisans (FTPF).

## Patrimoine et lieux d'intérêt

### Canal du Midi
Patrimoine mondial (1996).
Le boulevard Pierre-Semard longe au nord le canal du Midi. La première partie du canal, entre la Garonne, à Toulouse, et le seuil de Naurouze, en est creusée entre 1667 et 1671.
Le boulevard borde plusieurs écluses et installations éclusières : 
- l'écluse Bayard est construite une première fois dans les années 1667, mais elle est reconstruite en 1670, à la suite de l'accident de l'écluse des Minimes, sur un modèle d'écluse double. La forte dénivellation de l'écluse double permet dans le même temps l'installation d'un moulin, le moulin Bayard, disparu seulement en 1902. Entre 1978 et 1979, de nouveaux travaux ont permis la mise au gabarit Freycinet de l'écluse, autorisant la circulation des péniches de plus de 30 mètres, mais ils ont aussi entraîné la destruction de la vieille écluse, remplacée par une écluse simple en béton. L'espace correspondant à l'ancien bassin est quant à lui couvert de poutres en béton[5].

- l'écluse Matabiau, construite en 1667, est elle aussi reconstruite à partir de 1669, mais reste une écluse simple. Elle est bâtie en pierre et présente un profil rectangulaire : le bajoyer droit a conservé sa maçonnerie en pierre de taille, tandis qu'un escalier en pierre subsiste au bout du pont Matabiau. Un moulin est également construit en 1674 sur la rive gauche du canal (actuel boulevard de Bonrepos). En 1978, lors des travaux de modernisation du canal, l'écluse est en grande partie détruite, ses portes déposées et le fond de l'écluse recreusé[6].

- no  91 : la maison éclusière Matabiau se dresse sur la rive droite de l'écluse. Elle a été reconstruite au milieu du XVIIIe siècle. C'est une simple maison, de plan rectangulaire et en rez-de-chaussée, surmontée par un comble, d'un style néo-classique sobre, sans décor. La façade principale est symétrique. Les fenêtres sont inscrites dans une embrasure. La porte qui a un encadrement en pierre de taille, est surmontée d'une plaque métallique, indiquant les distances avec l'écluse des Minimes et l'écluse de Bayard. Le niveau de comble est couvert d'une toiture à longs pans de tuiles et aéré sur le pignon latéral par une ouverture circulaire[7].

Le canal est franchi par plusieurs ponts : 
- pont Pierre-Paul-Riquet. 
C'est en 1845 qu'est prise la décision de construire un nouveau pont sur le canal dans l'axe des allées Lafayette (actuelles allées Jean-Jaurès). Les travaux sont dirigés par l'architecte de la ville, Urbain Maguès. Le pont est construit en brique. Il est large de 14 mètres et d'une seule travée. Les bandeaux des arcs segmentaires sont en pierre de taille. 
Face à l'augmentation du trafic automobile, le pont est agrandi entre 1950 et 1951 sur les plans de l'ingénieur de la ville Félix Prat. Le nouveau tablier, qui englobe le pont ancien, a permis d'en doubler la largeur, à 28 mètres. Il est en béton précontraint, supporté par des poutres et reposant sur des culées en béton, recouvertes d'un plaquis de brique rouge[8].

- pont du 19-Mars-1962. 
Le pont de Bayard est construit en 1860 par la compagnie des chemins de fer du Midi, également concessionnaire du canal du Midi depuis 1858. Elle souhaite en effet développer le trafic autour de la gare Matabiau, ouverte en 1856, et créer un accès direct au centre-ville par la rue de Bayard, dont le réaménagement doit être réalisé par le conseil municipal. Le directeur des canaux du Midi, Urbain Maguès, dessine les plans de l'ouvrage. Il se compose d'une arche en brique claire, longue de 31,60 mètres et large de 28 mètres, dont le bandeau est en pierre de taille. Une balustrade moulée en béton sert de garde-corps. Le 15 mars 2013, le pont est rebaptisé pont du 19-Mars-1962, date des accords d'Évian et du cessez-le-feu en Algérie[9].

- pont Matabiau. 
Le pont Matabiau est construit, en 1683, lors du creusement du canal du Midi. Il est reconstruit, en brique, vers 1830. Il compte une travée et présente un arc segmentaire, dont le bandeau est en pierre de taille. Du côté est du pont, le trottoir en encorbellement repose sur des corbeaux de pierre. En 1963, le pont est élargi par de nouveaux travaux du côté ouest, où des tréteaux en béton supportent une dalle en béton précontraint[10],[11].

### Gare de Toulouse-Matabiau
no  64 :  Inscrit MH (1984) et  Patrimoine XXe siècle.
La gare Matabiau est la principale gare ferroviaire de Toulouse. Une première halte est inaugurée le 31 août 1856, lors de l'ouverture de la ligne de Bordeaux à Sète par la Compagnie des chemins de fer du Midi. Le bâtiment, de style néo-classique, est dû à un architecte de la Compagnie, M. Saller. Les quatre voies de la gare sont couvertes par une vaste marquise en 1863-1864. Pour faire face à l'augmentation du trafic, une extension des bâtiments est en projet dès 1899 : les travaux, menés par un architecte de la Compagnie, Marius Toudoire, sont réalisés entre 1903 et 1906. Ils préservent une partie des bâtiments anciens.
L'édifice se compose de deux corps de bâtiment contigus, disposés le long du boulevard Pierre-Semard, face au canal du Midi. Le premier corps de bâtiment à gauche, est le plus ancien – il correspond au bâtiment construit en 1856. Il est de plan rectangulaire et s'élève sur trois niveaux – rez-de-chaussée, entresol et niveau de comble. La façade, de style néo-classique et sans ornement, est symétrique. Elle est ouverte par de grandes arcades en plein cintre qui réunissent le rez-de-chaussée et l'entresol. L'élévation est couronnée d'une corniche à modillons. Le niveau de comble est couvert d'un toit à longs pans brisés couvert d'ardoises et percé de lucarnes. L'avant-corps central, en légère saillie, est surmonté d'une horloge.
Le second corps de bâtiment, à droite, est de plan en U, avec un corps principal et deux ailes en retour. Il est remarquable pour son architecture éclectique de style haussmannien en pierre blanche de Saintonge. La façade se développe sur quinze travées et s'élève sur quatre niveaux – rez-de-chaussée, entresol, étage et niveau de comble. Elle est rythmée par les grandes arcades segmentaires qui réunissent le rez-de-chaussée et l'entresol. L'étage est éclairé de fenêtres jumelées dotées de garde-corps. Elles sont séparées par des blasons représentant les villes reliées à Toulouse. L'élévation est couronnée d'une large corniche à modillons. Le niveau de comble est couvert d'un toit à longs pans brisés couvert d'ardoises. L'avant-corps central, en légère saillie, est surmonté d'un fronton curviligne orné de symboles des arts et de l'industrie, et où prend place une grande horloge.

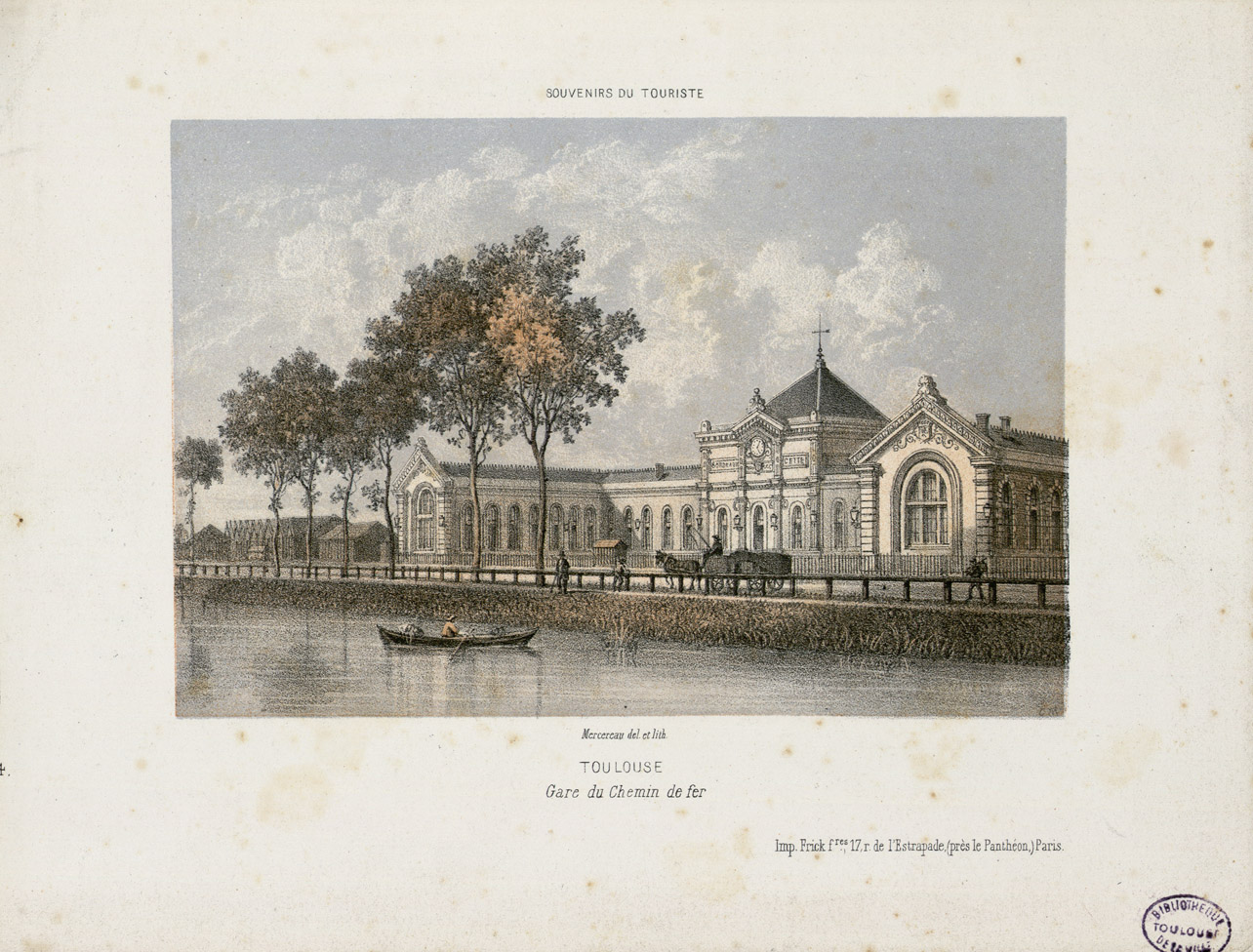
Le canal du Midi et l'ancienne gare (lithographie par Charles Mercereau, deuxième moitié du XIXe siècle).
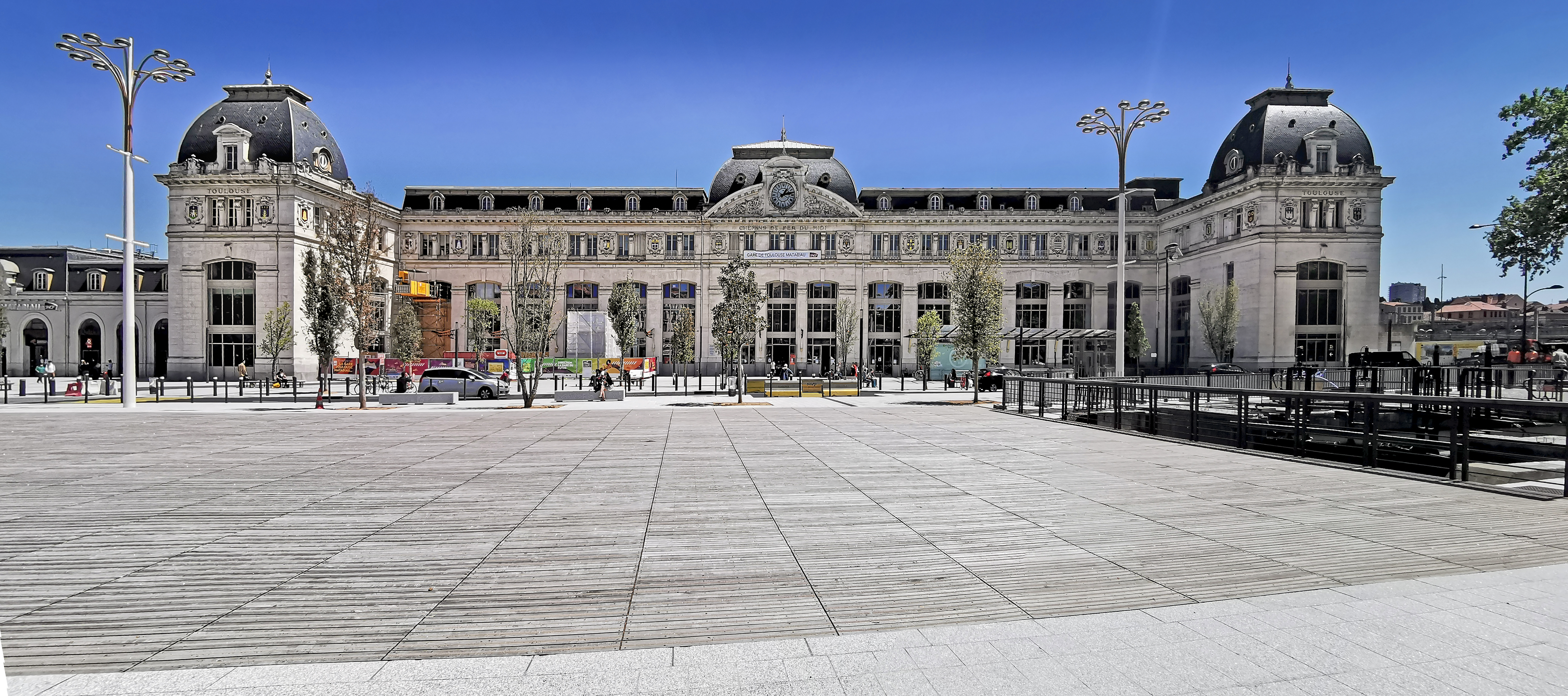
La gare Matabiau vue du parvis du canal.
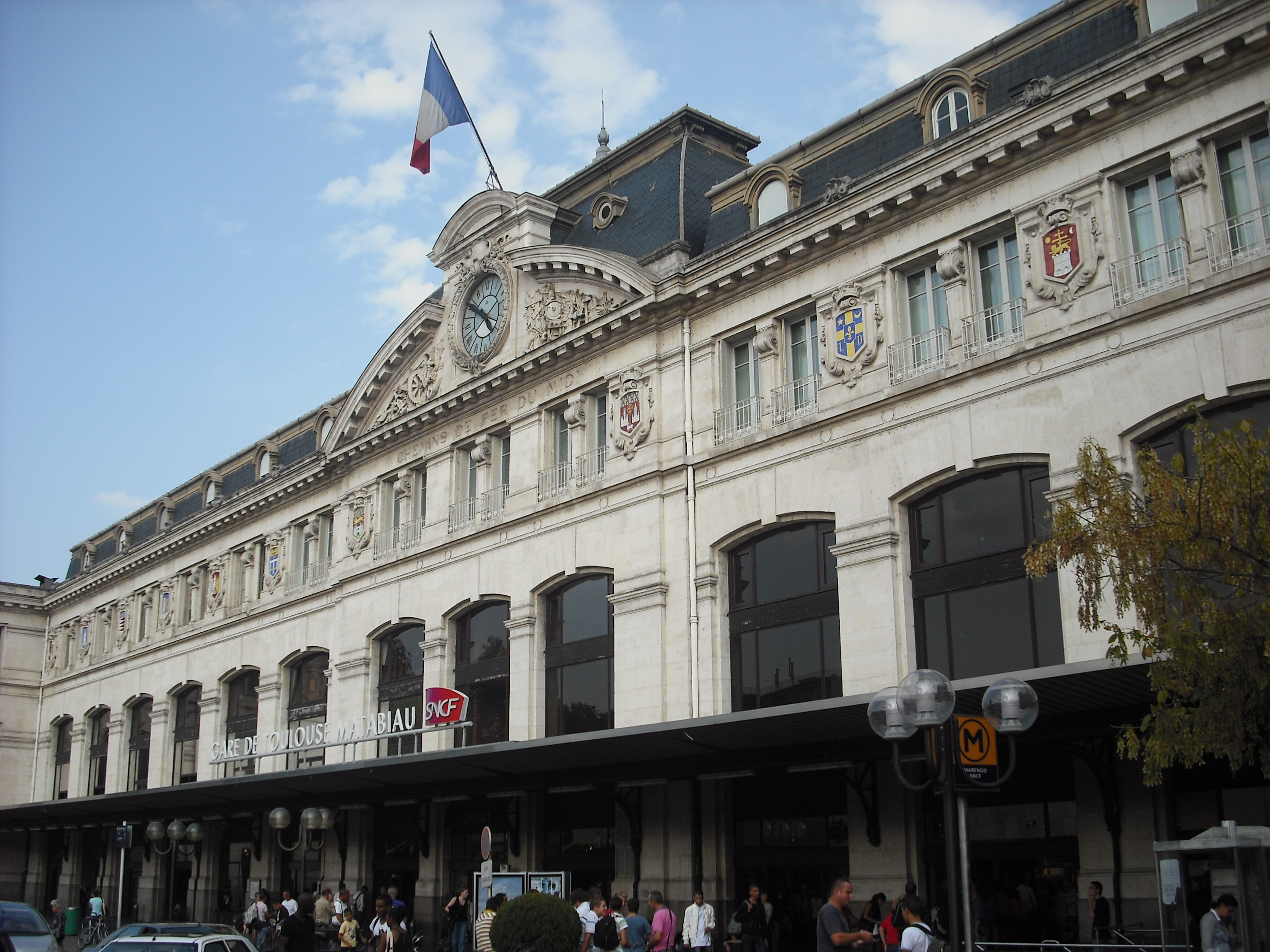
Détail de la façade principale en 2009.

### Gare routière Pierre-Semard
La gare routière Pierre-Semard est construite en 1995 par le conseil général de la Haute-Garonne.

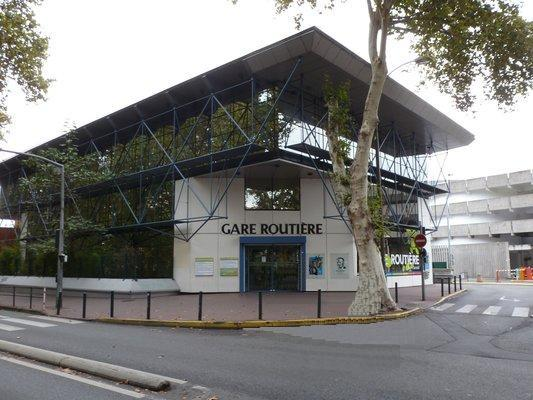
La gare routière Pierre-Sémard.

### Immeubles
- no  63 : tour Occitanie. 
C'est à l'emplacement de l'ancien centre de tri postal, démoli en 2019, qu'est prévue la construction de la tour Occitanie, confiée par la Compagnie de Phalsbourg à l'architecte américain Daniel Libeskind. Le bâtiment, qui devrait s'élever sur 40 étages, pour une hauteur totale de 153,5 mètres, devrait abriter des bureaux, un hôtel, un restaurant-bar panoramique, des commerces et des logements[15].

- no  89 : gare de tramway de Pont-Matabiau. 
La ligne de tramway entre Toulouse et Villemur-sur-Tarn est aménagée entre 1908 et 1913. Une gare pour les voyageurs est bâtie en 1913, la gare de Toulouse-Pont-Matabiau. La ligne est exploitée entre 1914 à 1945, la ligne étant finalement déclassée en 1947. En 1955, le bâtiment de la gare est racheté par le Service de la navigation pour y loger le conducteur des Voies navigables de Toulouse[16].